# Gardineroseris pavonoides
Espèce
Gardineroseris pavonoides est une espèce de coraux appartenant à la famille des Agariciidae.